# 李汭燦
李汭燦（韓語：이예찬，1998年3月14日—，游戏ID：Scout），韩国《英雄联盟》电子竞技运动员，现LNG电子竞技俱乐部中路选手，英雄联盟2021赛季全球总决赛冠军成员。

## 生平

### 早年
1998年3月14日，李汭燦出生在韩国的马山市。

### 职业生涯
2014年12月李汭灿以练习生的身份加入韩国强队SKT开始了自己的职业生涯，但作为中单的替补李汭灿的英雄池和李相赫相同再加上当时李相赫与李智勋（Easyhoon）轮换所以上场的时间并不多。

### 2015年
2015年由于SKT全队出征2015年世界赛，李汭灿只能在基地冲分并成功冲上韩服第一。世界赛过后，由于EDG的冠军中单许元硕（PawN）受到腰伤的影响状态有所下滑，EDG急需一个能顶替PawN的中单所以EDG看上了韩服第一的Scout。起初SKT不同意Scout去EDG，直到2015年年底的Kespa杯对阵到ESC，Scout上演在SKT的首秀但首秀并不顺利，第一局Scout拿到中单船长对线Athenah的瑞兹但当时版本瑞兹太强对线拿不到线权SKT整场都属于被动的状态，那场比赛毫无意外地输掉了，第二局Scout轮换Faker下场过后Scout上场的机会非常少。

### 2016年
2016年春季赛SKT对阵JinairScout再次获得出场机会可是教练金靖均（kkOma）一来就选个露露，一个刺客中单表现的机会寥寥无几比赛过程相当无聊一直都在多线直到20多分闪现收下李青的人头，获得了联赛的第一个人头但是队伍还是输了。由于Scout的表现没有达成队伍的预期于是Scout又在被下放成练习生。在此过后，Scout产生想去中国（LPL）的想法，他在SKT看不到未来。
在2016年3月23日双方俱乐部宣布Scout正式加入EDG。2016年LPL春季赛，Scout依然没有上场机会是PawN带领者EDG打完春季赛，在决赛输给RNG后PawN的腰伤越发严重。2016年5月15日PawN将回到韩国治疗，Scout将登场首发。外界普片不看好这支没有PawN的EDG，跟没有人认识Scout。在2016年LPL夏季赛揭幕战对阵到Newbee，Scout在中路对线明星选手Dade，虽然比赛过程艰难好在EDG以2:1险胜了Newbee，这也是Scout职业生涯的首胜。2016年夏季赛沙皇和维克托成为版本首选虽然Scout是以刺客中单出道但是Scout展示了自己老练的一面，稳定坐镇中路让人看到了PawN的面孔虽然那时候版本节奏偏慢认为很难以完成单杀但是Scout使用沙皇维克托吸血鬼这些英雄时频繁地完成对位的单杀。夏季赛，EDG的战绩为16胜0负进入季后赛等PawN回到队伍时发现很难拿回首发位置了。EDG进入决赛这次Scout不再是以旁观者的身份进入决赛对位李元浩（Xiaohu），Scout在决赛发挥地相当地完美最终以3:0横扫了RNG。Scout在LPL的第一个赛季就贡献了不败夺冠的神话但是在2016年的世界赛由于缺乏大赛经验小组赛由PawN首发只有第三场对阵H2K，Scout才上场帮助EDG获得第二胜但是EDG在整场小组赛打得并不顺利在八强对阵Rox Tigers的前夕管理层决定上与队伍磨合地跟好的Scout但在打ROX的时候明凯（Clearlove）状态不佳整场都被韩旺乎（Peanut）压制，上单童扬（Koro1）都被对手特别关爱，唯一最稳的就是中路唯一赢的一局Scout使用的龙王打出节奏。最终EDG以1:3不敌Rox Tigers，Scout的第一个世界赛就以八强收尾。

### 2017年
随着PawN加入了KT，Scout就成为了EDG唯一一个中单选手。EDG更换了上单以及ADC，由Clearlove与Scout带领这个全新的EDG，Scout在春季赛成功地获得16次MVP但是最终战胜OMG只获得第三名。而在夏季赛获得17次MVP，在洲际赛Scout的作用发挥了出来在对阵SSG的比赛中Scout的岩雀在后期独自一个人去单挑远古龙成功帮EDG奠定胜利最终LPL以3:1战胜LCK夺得洲际赛的冠军。在夏季赛决赛EDG历史性地在决赛让二追三战胜了RNG，Scout则获得了FMVP。在2017年的世界赛上EDG与SKT同一组这是Scout第一次离开SKT后对阵到老东家，但是EDG第一场Scout使用路西恩前期打出优势但是EDG未能提早结束比赛使Ahq装备成型最终EDG不敌Ahq，第二场对阵老东家的比赛Scout同样选用了路西恩前期打出了优势但是又被老东家领先1万经济被翻盘，第三场对阵C9，Scout又是选用了路西恩但是这次前期并没有打出什么优势这次也是不敌C9无缘淘汰赛Scout的第二次的世界赛就以16强惨淡地收尾了。

### 2018年
2018春季赛，EDG上野轮换，Ray、Haro成为上野首发，Scout在中路的发挥一如既往地稳定再次成为联赛MVP最多地选手，EDG以14胜进入季后赛。在季后赛EDG以3:1战胜RW进入决赛对手又是RNG但这次结果不同EDG1:3不敌RNG只获得了亚军，EDG逐渐在联赛失去统治力。Scout的另外一个称号李佐伊就发生在2018年，在2018年洲际赛对阵AFS，Kuro选择了岩雀EDG果断地给Scout选择了佐伊，在前期Scout凭借着自己升三级的机会完美一套技能成功单杀了Kuro。Scout的佐伊E技能命中率极其恐怖，EDG在前期劣势凭借Scout的命中率成功翻盘。2018年夏季赛，EDG不敌JDG止步六强，由于积分足够足以让EDG去打2018年世界赛的冒泡赛（入围赛）。冒泡赛又是对阵JDG双方战成2:2平双方进入决胜局，Scout在关键时刻选用了阿卡丽多次击杀了JDG的核心C位，最精彩的一波在29分钟JDG快反打成功之时，这时候Scout站了出来Scout的阿卡丽在万军手从中击杀了曾奇（Yagao）的吸血鬼让JDG的止步入围赛无缘世界赛。在2018年世界赛的淘汰赛EDG对阵FNC，Scout在中路对线有着欧洲法王之称的Caps，Scout在中路同样打出精彩操作，EDG在中路占据优势只是团战的糟糕处理让他们又是止步八强，Scout的第三次世界赛又是止步八强。自2016年加入EDG开始Scout是签了三个合同，由于世界赛的低迷，外界都觉得Scout会离开EDG但在转会期Scout却选择留队。

### 2019年
由于EDG没有补强任何位置，Scout迎来了一个噩梦般的2019年。EDG除了中路和輔助，各个位置动荡。最明显的是上路Ray在竞争较强的上路都落下风，打野Haro难以擺脫Clearlove的阴影，下路iBoy截然不训失误非常多，EDG只剩Scout在中路苦苦支撑。EDG在2019年春季赛以9胜6负的成绩进入季后赛但是在第一轮就被升班马SDG横扫0:3不敌SDG季后赛一轮游。在2019年夏季赛又是9胜6负进入季后赛但是在第二轮2:3不敌BLG队史首次无缘世界赛。

### 2020年
EDG再次轮换阵容在上野囤积了Jinoo、黄祥（Xiaoxiang）、赵奥迪（Aodi）、赵礼杰（Jiejie）、余峻嘉（Junjia）等五位选手但是均在春季赛与夏季赛都无缘季后赛，EDG再次无缘世界赛。2020年的转会期Scout的去留一时间成为了焦点，阿布表示EDG会全力留下Scout但是这些年的成绩他并没有足够的底气。EDG紧急找了一个替补Gori但最终Scout还是留下来了而这次续约代表着了Scout把他的巅峰与职业生涯都给了EDG。

### 2021年
随着EDG引入有着圣枪哥之称的李炫君（Flandre）与有着通天代之称的朴到贤（Viper），EDG在2021年春季赛前半段获得8胜0负的战绩让人想起了2016/2017年EDG的统治力，但是好景不长，在休赛期回来过后他们的状态有所下滑，中间不敌iG，RNG以及TES。他们以13胜3负进入季后赛，EDG在胜者组决赛2:3不敌FPX跌落败者组。EDG在败者组的对手是RNG，在RNG先下两城的情况下Scout艰难地带着EDG扳回两城，成功让二追二，但是第五局上野的糟糕表现让EDG让二追三失败，止步于决赛的门前。在2021年夏季赛EDG常规赛先是不敌TES，RNG，FPX以及WE，以12胜4负进入季后赛。EDG先是在败者组半决赛在WE先下两城的情况下，又是Scout带领着EDG让二追二，但是第五局打野的糟糕表现又是让EDG让二追三失败，又掉落败者组。但是这次结局不同，先是3:1战胜LNG后3:0横扫了WE成功复仇，EDG在决赛的对手是FPX。在决赛Scout的瑞兹，卡牌帮助EDG获得完胜了FPX并再次获得FMVP。2021年世界赛EDG再次与T1同组，但是这次EDG获胜了，Scout则拿下了对阵Faker的第一胜，虽然过后第二轮又不敌EDG，100以小组第二的成绩进入八强。八强的对手又是老对手RNG，但是这次在众人不看好的情况下，EDG成功3:2战胜RNG并突破八强。EDG的对手将是Gen.G。四强在1:2落后的情况下EDG给Scout是选了佐伊，12杀超神帮助EDG晋级决赛。决赛的对手是上届冠军DK。在决赛上他对的正是在决赛前扬言要零封EDG的许秀（Showmaker），在决赛上，EDG表现亮眼。在1:2落后下他的佐伊先是帮助EDG是拖至决胜局，然后在决胜局再次选用了佐伊让EDG是成功加冕为王，并获得了FMVP。他是Faker之后再次获得FMVP的中单。

### 成为本土选手
2021年6月6日，EDG官方宣布Scout正式成为LPL本土选手。

## 团队荣誉

### 01!冠军
- 英雄联盟2021赛季全球总决赛（FMVP）
- 2016年英雄联盟职业联赛夏季赛
- 2016年的德玛西亚杯年度总决赛冠军
- 2017年英雄联盟洲际赛亚洲区冠军
- 2017年英雄联盟职业联赛夏季赛（FMVP）
- 2016年德玛西亚杯青岛站冠军
- 2018年英雄联盟洲际赛亚洲区冠军
- 2021年英雄联盟职业联赛夏季赛（FMVP）

### 02!亚军
- 2018年英雄联盟职业联赛春季赛